# ترودي روث
ترودي روث (بالهولندية: Trudy Ruth)‏ هي منافسة ألعاب القوى هولندية، ولدت في 20 مايو 1950 في هيلفرسوم في هولندا.

## وصلات خارجية
- ترودي روث على موقع أوليمبيديا (الإنجليزية)